# 中興新村
座標: 北緯23度57分32秒 東経120度41分13秒 / 北緯23.95889度 東経120.68694度
中興新村（ちゅうこうしんそん、台湾語ローマ字: Tiong Hing Sin Tshun、中国語拼音: Zhong Xing Xin Cun）は台湾南投県南投市に属する人工の行政都市で、かつては台湾省の省都であった。
イギリスの田園都市を手本とし、1950年代から建設が始まり、1957年に省政府が首都の台北市から移転した（この経緯は台湾省政府を参照）。
しかし台湾省は、1998年の省機能凍結を経て2018年に事実上廃止されており、同村も台湾省の省都としての地位を失った。